# Pallavolo ai XXV Giochi del Sud-est asiatico
La pallavolo ai XXV Giochi del Sud-est asiatico si è disputata durante la XXV edizione dei Giochi del Sud-est asiatico, che si è svolta a Vientiane, nel Laos, nel 2009.

## Podi
| Evento                         | Oro        | Argento    | Bronzo    |
| Pallavolo maschile (dettagli)  | Indonesia  | Thailandia | Birmania  |
| Pallavolo femminile (dettagli) | Thailandia | Vietnam    | Indonesia |